# علي عباس
علي عباس مشيهد من مواليد 8 يونيو 1986 في العراق، لاعب كرة قدم عراقي. بدأ مسيرته الكروية مع نادي القوة الجوية في عام 2006، ولعب لنادي يوهانغ ستييلرز الكوري الجنوبي، ولنادي سيدني اف سي في أستراليا، ومع منتخب العراق في عام 2007، وقد كان مع الفريق الفائز في كأس آسيا 2007.

## بداية مسيرته
في عام 2007 تصدر علي عنواين الصحف العالمية بطلبه للجوء في أستراليا بعد مباراة المنتخب العراقي الاولمبي والمنتخب الأسترالي الاولمبي.
حيث دخل في مفاوضات مع نادي ماركوني ستاليونز لكنه عاد في 2008 إلى العراق بعد تدخل الاتحاد العراقي لكرة القدم وانضم إلى فريق القوة الجوية.في 2009 توصل نادي القوة الجوية ونادي ماركوني إلى اتفاق ليبنتقل علي إلى النادي الأسترالي.

## ماركوني ستاليونز
في أول مباراة لدوري ساوث ويلز سجل علي ركلة حرة مباشرة في أول ظهور له ضد فريق بنريتث.علي ساهم في حصول الفريق على المركز الثاني في الموسم قبل انتقاله إلى فريق نيوكاسل جيتس.

## روابط خارجية
- علي عباس على موقع دوري كوريا الجنوبية (الإنجليزية)
- علي عباس على موقع قاعدة بيانات كرة القدم.إي يو (الإنجليزية)
- علي عباس على موقع ناشيونال فوتبول تيمز (الإنجليزية)
- علي عباس على موقع Soccerbase.com (لاعب) (الإنجليزية)
- علي عباس على موقع Soccerway.com (الإنجليزية)
- علي عباس على موقع عالم كرة القدم.نت (الإنجليزية)